# Afrectopius seyrigi
Afrectopius seyrigi är en stekelart som först beskrevs av Heinrich 1938.  Afrectopius seyrigi ingår i släktet Afrectopius och familjen brokparasitsteklar. Inga underarter finns listade i Catalogue of Life.